# Геслеровский мост
 Геслеро́вский мост — автодорожный железобетонный рамный мост через реку Карповку в Санкт-Петербурге, соединяет Аптекарский и Петроградский остров.

## Расположение
Расположен по оси Чкаловского проспекта, соединяя его и Ординарную улицу с набережной правого берега. Выше по течению находится Силин мост, ниже — Карповский мост.
Ближайшая станция метрополитена — «Петроградская» (525 м).

## Название
Название было присвоено 17 июня 1904 года по наименованию Геслеровского переулка (ныне в составе Чкаловского проспекта), получившего своё имя от гардеробмейстера Павла I Геслера, владевшего землёй на Петроградском острове.

## История
Деревянный трёхпролётный пешеходный мост был построен на этом месте в 1887 году для сообщения с банями, находившимися на правом берегу реки. В 1901 году был построен деревянный проезжий мост на сваях. Мост неоднократно ремонтировался и перестраивался в дереве. В 1940 году длина моста составляла 30,1 м, ширина — 13,5 м.
При реконструкции набережных Карповки в 1965 году был построен существующий железобетонный мост. Проект был разработан инженером Ленгипроинжпроекта П. П. Рязанцевым и архитектором Л. А. Носковым. Строительство осуществляло СУ-3 треста «Ленмостострой» под руководством главного инженера К. В. Учаева и прораба И. Е. Лившица.

## Конструкция
Мост однопролётный рамный железобетонный. Пролётное строение представляет собой трёхшарнирную раму из сборных железобетонных элементов с железобетонной плитой проезжей части, включённой в работу главных балок. Устои моста массивные из монолитного железобетона на свайном основании, облицованы гранитом. Длина моста составляет — 22,2 м, ширина — 27 м.
Мост предназначен для движения автотранспорта и пешеходов. Проезжая часть моста включает в себя 4 полосы для движения автотранспорта. Покрытие проезжей части и тротуаров — асфальтобетон. Тротуары отделены от проезжей части высоким гранитным парапетом. Перильное ограждение чугунное художественного литья, завершается на устоях полукруглыми гранитными парапетами. 